# 월간 윤종신
월간 윤종신(月刊 尹鍾信, 또는 Monthly Project Yoon Jong Shin)은 가수 윤종신의 음반 프로젝트이며, 정규 11집 《동네 한 바퀴》 발매 이후, 약 1년 반만인 2010년 3월 25일부터 현재까지 진행 중이다. 하지만 사실상 월간 윤종신 프로젝트는 2010년 1월에 나온 M.NET DIRECTOR'S CUT(엠넷 디렉터스 컷)에서 만든 두 곡 '새로고침'과 '빈 고백'으로 이미 시작이 되었다. 실제로 린과 서인국이 부른 '새로고침'과 유희열이 부른 '빈 고백'은 정규 12집 《行步 2010 YOON JONG SHIN》에 각각 1,2번 트랙으로 수록되었다.
특이할 만한 점은 그가 매달 꼬박꼬박 1-3곡씩을 출반한다는 점이다. 현재까지 25개의 싱글이 발표되었으며, 모든 싱글은 매 월말이나 월초에 출반된다. 이렇게 달마다 나온 음반은 行步라는 이름으로 매년말나오고있다.

## 수록곡
월간윤종신의 수록곡은 다음과 같다.
- 월간 윤종신 (2010년)
- 월간 윤종신 (2011년)
- 월간 윤종신 (2012년)
- 월간 윤종신 (2013년) (기존곡들을 리메이크)
- 월간 윤종신 (2014년)
- 월간 윤종신 (2015년)
- 월간 윤종신 (2016년)
- 월간 윤종신 (2017년)
- 월간 윤종신 (2018년)
- 월간 윤종신 (2019년)
- 월간 윤종신 (2020년)
- 월간 윤종신 (2021년) (기존곡들을 리메이크)
- 월간 윤종신 (2022년) (일부곡은 기존곡들을 리메이크)

## 비고
- 2010년 월간 윤종신의 경우 11월호와 12월호가 없는데, 사실은 정규 12집 《行步 2010 YOON JONG SHIN》에 같이 수록되어 발매되었다. Walking Man과 이별의 온도가 11월호이며 마지막 트랙 12月이 12월호이다.[2]
- 2011년부터 발매되는 월간 윤종신 음반은 디지털 음원용으로 바뀐다.
- 2011년 12월호 <나이>는 나머지 2011년도 싱글들이 포함된 13집의 타이틀곡으로서 공개되었다. 하지만 2010년도 싱글들 중 12집에 포함되어 공개된 세 곡들(Walking Man, 이별의 온도, 12月)과는 달리, 정식으로 2011년 12월호라는 이름으로 불리고 있으므로 월간 윤종신의 일부로 볼 수 있다.
- 윤종신은 트위터를 통해, 2012년 6월까지 상반기 월간 윤종신의 테마는 "여가수와 윤종신"임을 밝혔다.[3]
- 윤종신은 페이스북을 통해, 2012년 12월까지 하반기 월간 윤종신의 테마는 "프로듀서"편임을 밝혔다.[4]
- 2013년 싱글들은 Repair라는 부제를 달고 출반되고 있다. 윤종신이 작곡했던 타 가수의 노래들이나 윤종신의 노래 중 잘 알려지지 않은 곡들이 뽑혀 리메이크된다.
- 유튜브 홈페이지:https://www.youtube.com/user/monthlymelody